# František Hasa
František Hasa (4. únor 1863 Stínava – 27. březen 1945 Mníšek pod Brdy) byl český strojní inženýr, profesor mechanické technologie a rektor ČVUT a VUT.

## Život
Po maturitě na reálce v Prostějově vystudoval v letech 1880–1884 Císařskou a královskou českou vysokou školu technickou v Praze. Po ukončení studia byl tři roky (1885–1888) asistentem profesora Antonína Vávry na katedře mechanické technologie.
V letech 1888–1891 pracoval jako adjunkt v cukrovaru a rafinerii v Čáslavi. V roce 1891 nastoupil k firmě Märky, Bromovský a Schulz v Hradci Králové. Brzy byl přeložen do její pražské pobočky. Podílel se na budování cukrovarů v Českém Brodě a v Břeclavi. V roce 1895 přešel do oddělení cukrovarů strojírny Ringhoffer. Budoval cukrovary v Chitile v dnešním Rumunsku, v Hatvanech v Maďarsku. V obou případech měl na starosti nejen strojírenskou technologii, ale i projektování stavebních objektů a vlastní provoz.
V roce 1901 byl jmenován řádným profesorem mechanické technologie na České vysoké škole technické v Brně. Zde se zasloužil o vybudování katedry mechanické technologie. V roce 1904–1905 děkanem odboru strojního a elektrotechnického inženýrství a v roce 1906–1907 rektorem školy.
V roce 1908 byl povolán jako řádný profesor mechanické technologie na Císařskou a královskou českou vysokou školu technickou v Praze, kde působil až do roku 1933. I zde zásadním způsobem zlepšil výuku oboru, modernizoval zastaralé dílny a zřídil zkušební laboratoře. V roce 1909–1910 byl děkanem oboru strojního inženýrství a v roce 1910–1911 byl zvolen rektorem ČVUT.
Zemřel roku 1945 v Mníšku pod Brdy a byl pohřben na pražském Vinohradském hřbitově.

### Členství v organizacích
- Česká akademie věd a umění
- Spolek architektů a inženýrů (SAI), v roce 1888 byl členem představenstva
- Masarykova akademie práce, jejíž byl v roce 1925–1926 prezidentem
- Československá rada badatelská,
- Odborný spolek slévárenský, čestný člen
- Československý národní komitét pro vědeckou organizaci (předseda)
- Sbor dobrovolných hasičů ve Stínavě, čestný člen

## Spisy
- Přispíval do Zpráv SAI
- je autorem řady hesel v Ottově slovníku naučném a v Technickém slovníku naučném (Vladimír Teyssler a Václav Kotyška, Praha : Borský a Šulc, 1927–1949)
- O moderních slévárnách a jich zařízení, Praha : Ústav ku podpoře průmyslu, 1913
- Mechanická technologie I. - IV., Praha : Česká matice technická, 1921. Dostupné online.
- Svařování uhlíkových ocelí teplem odporovým (spoluautor Antonín Beneš), Praha : Prometheus, 1934

## Ocenění
- V roce 1916 byl jmenován dvorním radou.
- V roce 1930 mu byl udělen čestný titul doktora technických věd Českého vysokého učení technického v Praze [3].
- V roce 1937 byl navržen za čestného člena Spolku architektů a inženýrů